# Tmesisternus humeralis
Tmesisternus humeralis är en skalbaggsart som beskrevs av Aurivillius 1924. Tmesisternus humeralis ingår i släktet Tmesisternus och familjen långhorningar.
Artens utbredningsområde är Irian Jaya. Inga underarter finns listade i Catalogue of Life.